# 落合良
落合 良（おちあい りょう、旧姓：丸谷）は、元東京電機大学講師、元共立女子短期大学講師、（財）せたがや文化財団顧問、山形県鶴岡市出身。

## 略歴
- 父の勤務地の大阪で生れる。
- 1951年、鶴岡市立第一中学校卒業。
- 1954年、山形県立鶴岡南高等学校を卒業。
- 1958年、青山学院大学文学部英米文学科を卒業。
  - ソニーに入社。
- 同社初の女性管理職となる。
- 1981年、日本ヒーブ協議会の第2代会長に就任する。
- 1996年、同社を定年退職。
- 東京電機大学講師
- 共立女子短期大学講師
- 2004年、映画『ベアテの贈りもの』製作委員会副代表

## 家族親族
- 祖父：丸谷熊次郎 - 医師
- 父：丸谷八郎 - 医学博士、産婦人科医師
- 弟：丸谷紘一 - 産婦人科医師
- 叔父：丸谷才一 - 芥川賞作家
- 従兄弟：根村亮 - 思想史家
- 従伯父：山本甚作 - 画家